# Cal Pal

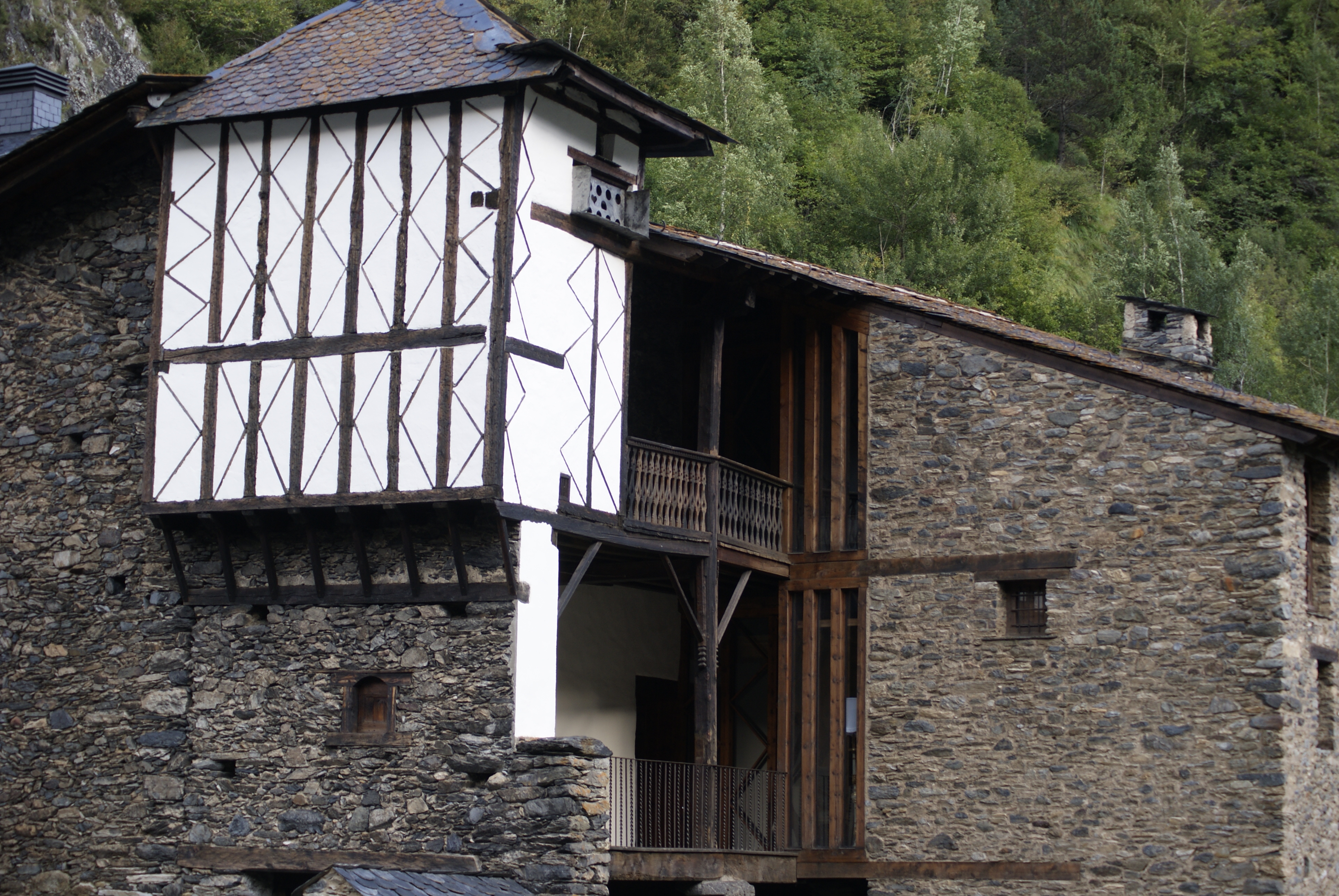
Cal Pal Cortinada Taubenpoststation

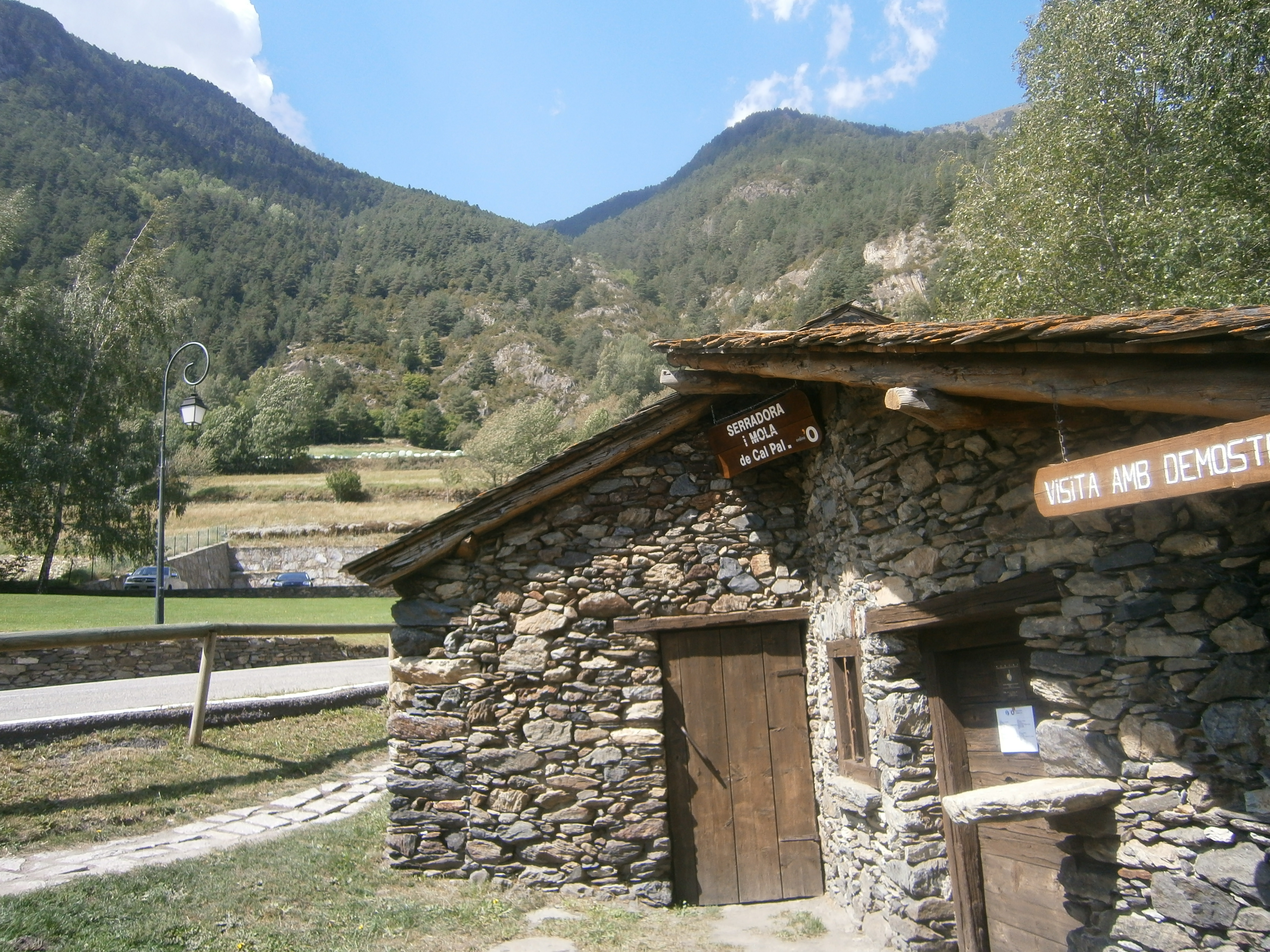
Mühle und Sägewerk

Cal Pal ist ein mittelalterliches Anwesen in La Cortinada im andorranischen Kirchspiel Ordino. 

## Beschreibung
Das ursprüngliche Gebäude an der Verbindungsstraße CG 3 nach El Serrat wird in der Literatur erstmals 1435 erwähnt und entstammte  einer Spende der Familie Pal. Im 16. Jahrhundert und im frühen 19. Jahrhundert wurde das Gebäude erweitert. Als Besonderheit des Cal Pal gilt der weiße dreiseitige Turmanbau mit einem für Andorra einzigartigen verputzten Holz-Fachwerk. Der Turm wird in der historischen Literatur als Taubenschlag beschrieben und wurde im Mittelalter als Taubenpoststation betrieben. Die Taubenpost wurde als Kommunikationsmittel zwischen Burgen und Klöstern verwendet.
Der Grundriss des Gebäudes ist in einer L-Form angelegt, mit Erdgeschoss und zwei Obergeschossen. Es beinhaltet eine Kapelle mit Wandmalereien. Zum Cal-Pal-Komplex gehört auch die Mühle und das Cal-Pal-Sägewerk (Mola i serradora de Cal Pal), die sich rund hundert Meter flussaufwärts gegenüber der Kirche Sant Martí de la Cortinada befinden. Das Sägewerk war bis in den 1960er Jahren aktiv in Betrieb.

## Denkmalschutz
Herrenhaus und Mühle mit Sägewerk sind als geschützte Kulturerbe und Denkmal klassifiziert (Llei del patrimoni cultural d’Andorra).